# Ecce quomodo

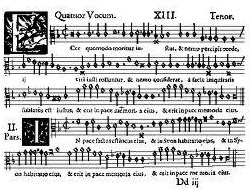
Partitura per tenore del mottetto Ecce quomodo moritur iustus di Jacobus Gallus: originariamente pubblicato per l'uso liturgico cattolico ("Catholicae Ecclesiae usu"), fu poi impiegato anche in ambito protestante come mottetto funebre.

Ecce quomodo sono le prime parole del VI responsorio per il mattutino del Sabato Santo, il cosiddetto ufficio delle Tenebre. Il testo di questo responsorio proviene dal libro del profeta Isaia ed è associato alla morte di Gesù Cristo. Oltre al canto gregoriano, il responsorio è stato messo in musica da diversi compositori, fra cui Jacobus Gallus e Carlo Gesualdo da Venosa.

## Liturgia cattolica
Nella forma extraordinaria del rito romano il VI responsorio per il mattutino del Sabato Santo, il cosiddetto ufficio delle Tenebre, segue la VI lezione, che come le due precedenti è desunta dal Tractatus super Psalmos di Sant'Agostino e precisamente dal commento a Salmi 64,7-9. Tuttavia, l'argomento della lezione è incentrato sull'episodio della frode riferito da Matteo 28,12-13, mentre il responsorio si riferisce al compianto su Cristo morente.

 «Ecce quomodo moritur justus
  et nemo percipit corde:
  et viri justi tolluntur
  et nemo considerat.
  A facie iniquitatis sublatus est justus
  et erit in pace memoria eius.
  Tamquam agnus coram tondente se obmutuit
  et non aperuit os suum
  de angustia et de judicio sublatus est.»

Il testo deriva da una versione antica, pregeronimiana, della Bibbia e precisamente da Isaia 57,1-2 per la prima parte «Videte quomodo justus periit et nemo suscipit corde: et viri justi tolluntur, et nemo considerat: a facie enim iniquitatis ablatus est justus. Erit in pace sepultura ejus» e da Isaia 53,7-8 per la seconda parte (versus) «et quasi agnus coram tondente se obmutescet, et non aperiet os suum. De angustia et de iudicio sublatus est».

## Musica
Tomás Luis de Victoria musicò questo responsorio insieme al resto dell'Officium Hebdomadae Sanctae e così fecero Carlo Gesualdo da Venosa nei suoi Responsoria et alia ad Officium Hebdomadae Sanctae spectantia, Jan Dismas Zelenka nei suoi Responsoria pro hebdomada sancta (ZWV 55) e Franz Liszt nei Responsorien und Antiphonen (S.30).
Un responsorio di Marc'Antonio Ingegneri su questo testo latino fu pubblicato verso il 1967 in un arrangiamento di Maynard Klein.
Jacobus Gallus pubblicò il suo mottetto Ecce quomodo moritur justus come No. VIII sotto il titolo "De Passione Domini Nostri Iesu Christi" nella sua raccolta Opus Musicum II. Il sottotitolo dell'edizione del 1587 recita "Quae Ex Sancto Catholicae Ecclesiae Usu Ita Sunt Dispositae, ut omni tempore inservire queant". Tuttavia il versus del mottetto di Gallus è differente da quello del responsorio delle Tenebrae e deriva da Salmi 76,2 e precisamente da Vulgata, Ps. LXXV, 3

 «In pace factus est locus ejus
  et in Sion habitatio ejus.»

L'Ufficio delle Tenebre si canta la sera precedente il giorno a cui si riferiscono, per cui l'Ecce quomodo di Marc-Antoine Charpentier (H 131) è parte del suo Répons de ténèbres du Vendredi saint.
Nel XVIII secolo Georg Reutter compose un responsorio SATB per la Settimana Santa della Wiener Hofburgkapelle. Un altro responsorio SATB fu opera di Franz Joseph Aumann, a cui Anton Bruckner aggiunse un accompagnamento di tre tromboni nel 1879.
Nel XX secolo Francis Poulenc incluse "Ecce quomodo moritur justus" come ultimo brano dei suoi Sept répons des ténèbres, (FP 181), composto nel 1961.